# 37 (film fra 2013)
 For alternative betydninger, se 37 (flertydig). (Se også artikler, som begynder med 37)
37 er en dansk kortfilm fra 2013 instrueret af Puk Grasten.

## Handling
Filmen er baseret på en virkelig begivenhed. 37 naboer er vidner til mordet på Kitty Genovese i New York i 1964, ikke én griber ind. Mordet har ikonstatus i amerikansk postmoderne historieskrivning.

## Medvirkende
- Lynn Cohen, Florel Bernstein
- George S. Irving, Jack Bernstein
- Heather Lind, Kitty Genovese
- Korey Jackson, Winston Moseley